# Тимковский, Иван Фёдорович
Иван Фёдорович Тимковский (1778—1808) — русский поэт и переводчик конца XVIII — начала XIX века.

## Биография
Родился в 1778 году в семье бывшего полкового есаула. У него было четверо братьев: Илья (1773—1853), Василий (1781—1832), Роман (1785—1820) и Юрий (1790—1875), а также сестры, младшая из которых, Гликерия (1788—1829), была замужем за А. Максимовичем, их сын — М. А. Максимович.
Учился в Киевско-Могилянской академии, затем окончил Московский университет с тремя медалями.
Служил в канцелярии графа М. С. Воронцова, а потом в комиссии сочинения законов.
И. Ф. Tимковский переводил с немецкого и английского языков и помещал свои оригинальные стихотворения и переводы в повременных изданиях того времени. В «Приятном и полезном препровождении времени» им помещено за 1796 год «К пышной гробнице» (часть XII, страница 97); за 1797 год: «Мысли прекрасной вдовы о цветах», перевод с немецкого языка (ч. ХIV, стр. 17), «Выписки из арабской рукописи» (ч. XIV, стр. 38), «Суд», перевод с немецкого (ч. XIV, стр. 49), «Подобие лица, истинное происшествие в Германии» (ч. ХТ, стр. 49); за 1798 год: «Приятный вечер при лунном сиянии», перевод с немецкого (ч. XIX, стр. 209), «Утро в Вильденфельде», перевод с немецкого («Приятное и полезное препровождение времени», стр. 363), «Маркелл из Сиракуз», из Т. Ливия, книга XXV, глава 24, («Приятное и полезное препровождение времени», стр. 382), «Милый кавалер» (ч. XX, стр. 20), «Кончина Фокионова» стихотворение, («Приятное и полезное препровождение времени», стр. 125), «К луне», стих., (стр. 140).
В «Ипокрене, или Утехи любословия» за 1799 год он опубликовал: «Сцены 31 декабря 1798 года», стихотворение (Ч. І. — С. 125), «Утомленный странник» («Иппокрена, или Утехи любословия». — С. 151).
Свои журнальные статьи подписывал сокращённым именем И-ч Тмквск. или Т-й.
Кроме того Тимковский отдельно издал: «Природа и любовь», сочинение Мильтенберга, перевод (Москва, 1799), «Жизнь Екатерины Великой», труд барона Танненберга (Москва, 1801; 2-е изд. — СПб., 1804), «Секретарь новый или полный письмовник, содержащий в себе полное наставление, как должно образовать себя в письменном слоге» (в 2-х ч. — Москва, 1801), «Полное собрание сочинений Соломона Геснера» (в 4-х ч. — Москва 1802—1803).
Скончался в 1808 году, на 30-м году жизни.